# Sužanj (emisija)
Sužanj je televizijski esej Radio-televizije Srbije iz 2000. posvećen poeziji ruskog pesnika Aleksandra Sergejeviča Puškina. Emisija traje 30 minuta a reditelj je Slobodan Ž. Jovanović.
U emisiji je obuhvaćen Puškinov život i stvaralaštvo od njegovog detinjstva do vremena kada je počeo sticati slavu u književnim krugovima Rusije i Evrope. Emisija je koncipirana kao misaoni resital u kome glumci interpretiraju delove stihova iz pesnikovog mladalačkog perioda. 

## Autorska ekipa
- Reditelj Slobodan Ž. Jovanović

## Učestvuju
- Olga Odanović
- Jadranka Nanić Jovanović
- Ivan Jagodić
- Dragan Petrović Pele

## Spoljašnje veze
- Sužanj на веб-сајту  (језик: енглески)
- A.S.Puškin - Sužanj (1/3) на веб-сајту